# American III: Solitary Man
 (février 2017).
Si vous disposez d'ouvrages ou d'articles de référence ou si vous connaissez des sites web de qualité traitant du thème abordé ici, merci de compléter l'article en donnant les références utiles à sa vérifiabilité et en les liant à la section « Notes et références ».
Albums de Johnny Cash
Love, God and Murder
(2000) The Essential Johnny Cash
(2002)
Albums par American Recordings series
Unchained
(1996) American IV: The Man Comes Around
(2002)
American III: Solitary Man est le troisième album de Johnny Cash dans la série American Recordings, sorti le 17 octobre 2000.

## Présentation
Entre Unchained et Solitary Man, la santé de Cash s'est détériorée pour différentes raisons[Lesquelles ?] ; il est même hospitalisé pour une pneumonie. Sa maladie oblige Cash à réduire ses tournées de concerts.
L'album American III se veut la réponse de Cash à sa maladie, par ses versions de la chanson I Won't Back Down de Tom Petty ainsi que de One de U2.
Tout comme ses deux précédents albums produits par Rick Rubin, Solitary Man a remporté un Grammy, gagnant dans la catégorie meilleure performance vocale country masculine pour sa version de la chanson Solitary Man de Neil Diamond.

## Liste des titres
| 1.    | I Won't Back Down                                     | Tom Petty, Jeff Lynne                      | Full Moon Fever, 1989                             | 2:09 |
| 2.    | Solitary Man                                          | Neil Diamond                               | Single, 1966                                      | 2:25 |
| 3.    | That Lucky Old Sun (Just Rolls Around Heaven All Day) | Haven Gillespie, Harry Beasely Smith       | Succès de Franke Laine, 1948                      | 2:35 |
| 4.    | One                                                   | Bono, Adam Clayton, The Edge, Larry Mullen | Achtung Baby, 1991                                | 3:53 |
| 5.    | Nobody                                                | Egbert Williams                            | 1906                                              | 3:14 |
| 6.    | I See a Darkness                                      | Will Oldham                                | I See a Darkness, 1999                            | 3:42 |
| 7.    | The Mercy Seat                                        | Nick Cave, Mick Harvey                     | Tender Prey, 1988                                 | 4:35 |
| 8.    | Would You Lay with Me (in a Field of Stone)           | David Allan Coe                            | Would You Lay with Me (In a Field of Stone), 1974 | 2:41 |
| 9.    | Field of Diamonds                                     | Cash, Jack Routh                           | Heroes, 1986                                      | 3:15 |
| 10.   | Before My Time                                        | Cash                                       |                                                   | 2:55 |
| 11.   | Country Trash                                         | Cash                                       | Any Old Wind That Blows, 1973                     | 1:47 |
| 12.   | Mary of the Wild Moor                                 | Dennis Turner                              | Tragic Songs of Life, 1956                        | 2:32 |
| 13.   | I'm Leaving Now                                       | Cash                                       | Rainbow, 1985                                     | 3:07 |
| 14.   | Wayfaring Stranger (Traditionnel)                     |                                            |                                                   | 3:19 |
| 42:45 |                                                       |                                            |                                                   |      |